# Premio Fulkerson
El Premio Fulkerson es un premio otorgado por la Mathematical Optimization Society (MOS) y la American Mathematical Society (AMS) a autores de artículos científicos destacados en el área de las matemáticas discretas. Cada tres años, son premiados hasta tres artículos en el Simposium Internacional de la MOS.
Originalmente, los premios (que ascienden a 1500 dólares) se cargaban a un fondo conmemorativo administrado por la AMS, creado por amigos del matemático Delbert Ray Fulkerson para fomentar la excelencia en los ámbitos de la investigación. Los premios están actualmente financiados por un fondo administrado por la MOS.

## Ganadores
- 1979: 
  - Richard Karp por la clasificación de importantes problemas de NP-completo.[1]
  - Kenneth Appel y Wolfgang Haken por el teorema de los cuatro colores.[2]
  - Paul Seymour por la generalización del teorema del flujo máximo y corte mínimo de matroides.[3]
- 1982: 
  - D. B. Judin, Arkadi Nemirovski, Leonid Jachián, Martin Grötschel, László Lovász y Alexander Schrijver por el método elipsoide en programación lineal y optimización combinatoria.[4][5][6][7]
  - G. P. Egorychev y D. I. Falikman por probar una conjetura de van der Waerden sobre matrices.[8][9]
- 1985: 
  - Jozsef Beck por límites estrictos en la discrepancia de las progresiones aritméticas.[10]
  - H. W. Lenstra, Jr. por la utilización de la geometría de los números para resolver programación en enteros con pocas variables.[11]
  - Eugene M. Luks por un algoritmo de isomorfismo de grafos de grado máximo.[12][13]
- 1988: 
  - Éva Tardos por encontrar un algoritmo de coste mínimo de circulación en complejidad de tiempo.[14]
  - Narendra Karmarkar por el algoritmo que lleva su nombre para resolver problemas de programación lineal.[15]
- 1991: 
  - Martin E. Dyer, Alan M. Frieze y Ravindran Kannan por un algoritmo de aproximación de camino aleatorio para el volumen de cuerpos convexos[16]
  - Alfred Lehman por análogos de matriz booleana de la teoría de grafos perfectos.[17]
  - Nikolai E. Mnev por el teorema de universalidad que lleva su nombre.[18]
- 1994: 
  - Louis Billera por el descubrimiento de bases de funciones polinómicas parciales sobre triangulación del espacio.[19]
  - Gil Kalai por sus avances en la conjetura de Hirsch probando los límites subexponenciales del diámetro de politopos d-dimensionales con n facetas.[20]
  - Neil Robertson, Paul Seymour y Robin Thomas por el supuesto de seis colores en la conjetura de Hadwiger.[21]
- 1997: 
  - Jeong Han Kim por el resultado de la tasa de crecimiento asintótico de los números Ramsey R(3,t).[22]
- 2000: 
  - Michel X. Goemans y David P. Williamson por sus algoritmos de aproximación basados en programación semidefinida.[23]
  - Michele Conforti, Gérard Cornuéjols y M. R. Rao por el reconocimiento de matrices balanceadas 0-1 en tiempo polinómico.[24][25]
- 2003:
  - J. F. Geelen, A. M. H. Gerards y A. Kapoor por el supuesto GF(4) de la conjetura de Rota en matroides menores.[26][27]
  - Bertrand Guenin por su caracterización de un tipo de grafos bipartitos.[28][27]
  - Satoru Iwata, Lisa Fleischer, Satoru Fujishige y Alexander Schrijver por su algoritmo combinatorio para simplificar funciones submodulares de tiempo polimómico.[29][30][27]
- 2006:
  - Manindra Agrawal, Neeraj Kayal y Nitin Saxena por su test de primalidad AKS.[31][32][33]
  - Mark Jerrum, Alistair Sinclair y Eric Vigoda por su algoritmo de aproximación para el cálculo del permanente de una matriz con valores no negativos.[34][33]
  - Neil Robertson y Paul Seymour, por el teorema que lleva sus nombres sobre grafos no dirigidos.[35][33]
- 2009:
  - Maria Chudnovsky, Neil Robertson, Paul Seymour y Robin Thomas por su teorema en el campo del grafo perfecto.[36][37]
  - Daniel A. Spielman y Shang-Hua Teng por su análisis de algoritmos de programación lineal.[38][37]
  - Thomas C. Hales y Samuel P. Ferguson por su demostración de la conjetura de Kepler en el empaquetamiento de esferas más densamente posible.[39][40][37]
- 2012:
  - Sanjeev Arora, Satish Rao y Umesh Vazirani por la mejora del algoritmo de aproximación para separadores de grafos y problemas relacionados de {\displaystyle O(\log n)} a {\displaystyle O({\sqrt {\log n}})}.[41]
  - Anders Johansson, Jeff Kahn y Van H. Vu en el campo de los factores en los grafos aleatorios.[42]
  - László Lovász y Balázs Szegedy por su trabajo en el campo de secuencias de grafos densos.[43]
- 2015 : 
  - Francisco Santos Leal por un contraejemplo de la conjetura de Hirsch.[44][45]
- 2018:
  - Robert Morris, Yoshiharu Kohayakawa, Simon Griffiths, Peter Allen, y Julia Böttcher
  - Thomas Rothvoss
- 2021:
  - Béla Csaba, Daniela Kühn, Allan Lo, Deryk Osthus, y Andrew Treglown
  - Jin-Yi Cai y Xi Chen
  - Ken-Ichi Kawarabayashi y Mikkel Thorup
- 2024:
  - Ben Cousins y Santosh Vempala
  - Zilin Jiang, Jonathan Tidor, Yuan Yao, Shengtong Zhang, y Yufei Zhao
  - Nathan Keller y Noam Lifshitz